# Kuşluk, Kürtün
Kuşluk là một xã thuộc huyện Kürtün, tỉnh Gümüşhane, Thổ Nhĩ Kỳ. Dân số thời điểm năm 2008 là 74 người.